# Steel Panthers
Steel Panthers est une série de jeux vidéo de guerre tactique se jouant au tour par tour, avec comme aire de jeu les années 1939 à 2000 permettant le jeu en solitaire (contre une intelligence artificielle primitive), par e-mail (PBEM humain contre humain) ou en ligne. La série Steel Panthers débute en 1995 avec Steel Panthers qui bénéficie de deux suite : Steel Panthers II (1996) et Steel Panthers III (1997). Au début des années 2000 ; les téléchargements devenant libre, le projet a été repris par les fans du jeu ; plus particulièrement Steel Panthers: World at War qui a eu de nombreuses modifications jusqu’en 2016.

## Synopsis
Dans Steel Panthers, le joueur incarne un colonel, commandant un régiment (excepté pour Steel Panthers II qui se joue à un échelon supérieur : la brigade). L'objectif du jeu est d'accomplir des missions qui sont définies de manière tacite entre joueurs ou contre l’intelligence artificielle. Pour cela, le joueur doit constituer des régiments d’unités blindées, d’artilleries, d’infanteries et d’aviations. Les missions sont de différents types et demandent par exemple au joueur de progresser, de conquérir ou de défendre un territoire ou encore de ralentir l’avance ennemie. La victoire se compte en point (« body counting » ennemi) et en hexagone de victoire acquis sur le terrain selon la mission définie.

## Description
Steel Panthers est un jeu de guerre tactique se jouant au tour par tour avec comme terrain de jeu la seconde guerre mondiale et pour Steel Panthers III jusqu’aux années 2000. À l'identique d'autres jeux de guerre tactiques en tour par tour, la série Steel Panthers comporte un contrôle militaire réaliste dont les plus petites unités communes sont l’escadron, jusqu’à la taille d’une brigade.
Le joueur prend le contrôle de presque tous les aspects de la guerre autour de ses soldats ; de l'utilisation simple des munitions et de l'approvisionnement jusqu'au moral de troupes en passant par la disposition des unités de combat, et le commandement de la chaîne des troupes. Le jeu comprend : des scénarios de combat unique et les campagnes militaires, le générateur de bataille et le générateur de campagne militaire. Tous les jeux de la série sont assez similaires dans les fonctionnalités et l'apparence. Toutefois, la troisième partie de la série originale se distingue nettement en ce qu'il offre des formations de taille supérieure. Les jeux offrent divers modes : l'homme contre l'homme, l'homme par rapport à l'intelligence artificielle et le PBEM.
Les joueurs reçoivent l’historique des unités militaires au début d'un scénario et ont la possibilité d'acheter des renforts avec les points gagnés par les victoires précédentes. Les unités sont ensuite déplacés sur une grille hexagonale d’échelle unique,.
En plus de batailles et campagne militaire pré fournies, les joueurs peuvent personnaliser des scénarios uniques ou créer leurs propres campagnes, batailles, scénarios, voire modifier les unités de combats par des utilitaires fournis,, etc.
Tout au long des campagnes, des batailles ou des scénarios il est possible de rencontrer tous types de matériels militaires se trouvant sur les champs de bataille de l’époque à laquelle on se situe.
Ces différents matériels réagissent aussi au terrain, il est donc possible de retrouver un char immobilisé car le terrain a endommagé ses chenilles ; les unités réagissent aussi au combat qu’elles font, subissent ou réalisent, ainsi une unité d’infanterie peut se retrouver clouée sous le feu ennemi, voire dans les cas les plus graves mise en déroute.

## Développement
Steel Panthers s’installe et se joue sur Microsoft Windows toutes versions confondues.
La série des trois premiers Steel Panthers a été développée et éditée par SSI Inc. de 1995 à 1997, à la tête de la conception et de la programmation Gary Grigsby et Keith Brors.
La série originale a ensuite été rachetée à plusieurs reprises ou abandonnée après sortie d'une ou plusieurs variantes de jeux.
Les mécanismes de jeu sont essentiellement une version simplifiée du système utilisé par Grigsby fin des années 1980 de trois jeux de stratégie pour le Commodore 64 et Apple II : Panzer Strike, Typhoon of Steel et Overrun!.

### Série
La série complète de jeu vidéo se compose des 3 titres précédemment donnés (dont Steel Panthers Ⅲ Brigade Command qui se joue à l'échelon supérieur) mais aussi des jeux suivants qui sont des sorties spécifiques de l'Atelier Camo ou de Matrix Games.
Partant du jeu original (Steel Panthers), Steel Panthers II est le deuxième du nom à être sorti par SSI Inc. en 1996. Baptisé Modern Battle, il reprend les conflits de 1946 à 2000. Cet opus permet des batailles fictives et dispersée dans le temps et les nations (ainsi il est possible que l'armée belge des années 1980 ait une bataille contre le Japon de 1959.
Troisième opus de la série sorti en 1997, Steel Panthers Ⅲ est le seul à se jouer à un niveau supérieur (régiment) et sur un laps temporel plus long (jusqu'en 1999). Son moteur est plus puissant et plus rapide, ce qui a permis à Matrix Games de se baser dessus afin de sortir Steel Panthers World at War.
L'Atelier Camo sort une version, basée sur Steel Panthers Ⅱ : Modern Battle, intégralement destinée aux systèmes d'exploitation Microsoft Windows baptisée winSPWW2 (pour Windows Steel Panthers World War 2). La période de jeu est identique (à savoir de 1930 à 1946). Le jeu répond lui aussi à une modernisation de son environnement, à savoir qu'il tourne sous l'environnement Microsoft Windows et non plus sur MS-DOS ; il est librement téléchargeable sur le site officiel de l’Atelier Camo et de Shrapnel Games.
WinSPMBT (pour Windows Steel Panthers Modern Battle Tanks) est la version 100 % Microsoft Windows de Steel Panthers World War Ⅱ remanié pour ce système d'exploitation (il se différencie donc qu'il a entièrement été réécrit pour celui-ci). Cette version ne tourne donc plus avec MS-DOS et avec une définition d'écran de 640 pixels par 480 pixels mais bien dans un environnement adapté aux systèmes d'exploitation avec fenêtres et dans une définition de 800 pixels par 600 pixels.
Il est librement téléchargeable sur le site officiel de l’Atelier Camo et de Shrapnel Games.
Sorti en 1995 par la société Matrix Games, Steel Panthers : World at War (an abrégé SPWAW) dans sa version 7 a eu de nombreuses mises à jour (jusqu'à la version "dite finale" : enhanced final release). Quelque temps après, la version 8 est sortie et enfin les différents patch avec des update (les updates sont les suivants : 8.2, 8.3, 8.4 et 8.403).
Différents mods ont été produits par des fans : le mod Enhanced 2009 et le mod Enhanced Final Release (dit Enhanced 2010) peuvent eux aussi se rajouter sur le jeu afin d'augmenter la réalité (dans cette même idée, il existe des différents mods sur la guerre dans le désert, etc. Tous ont été réalisés par des fans). SPWAW utilise le moteur de Steel Panthers Ⅲ comme intelligence artificielle si le joueur décide de jouer non pas par courriel mais bien contre le jeu lui-même. Le jeu est actuellement abandonné sauf par ses fans.

## Histoire de la série
La série originale de Steel Panthers comprend les titres suivants : Steel Panthers (1995), Steel Panthers Ⅱ : Modern Battles (1996), Steel Panthers Ⅲ Brigade Command: 1939 – 1999 (1997).
Les licences et le code source ont été plus tard acquis par Matrix Games, qui a élaboré et publié en tant que freeware un remake amélioré sur la base du moteur de Steel Panthers Ⅲ (mais limitée à un intervalle de temps de la Seconde Guerre mondiale) : Steel Panthers: World at War.
Il existe également le développement continu par l'Atelier Camo sur la base du moteur de Steel Panthers Ⅱ. L'Atelier Camo a introduit de nombreuses et nouvelles fonctionnalités innovantes à leurs 2 versions de Steel Panthers tournant sous l'environnement Microsoft Windows. Steel Panthers: World War Ⅱ (abrégé en WinSPWW2) caractérisant des batailles de 1930 à 1946, avec une vaste gamme d'ordre de bataille. Steel Panthers: Main Battle Tank (ahrégé WinSPMBT) caractérise des batailles de 1945 à 2020, avec 90 nations différentes pour permettre la simulation d'une grande variété de différents conflits d'intérêts réels, hypothétiques ou purement irréalistes.
Les versions de l'Atelier Camo se distinguent dans leur acronyme par le "Win" situé à l’avant (symbolisant une abréviation non standardisée de Windows).
En 2005, Shrapnel Games a repris la distribution de la sortie SPCAMO (pour Steel Panthers Camo, les versions de l'Atelier Camo). WinSPMBT a été publié en juin de cette année en téléchargement gratuit. Une version CD avec bonus ajoutés a également été offerte comme un produit commercial (bien que la version gratuite du jeu lui-même en comporte déjà). WinSPWW2 a été abandonné le 15 mai 2006.

## Accueil
| Publication                         | Note |
| ----------------------------------- | --- |
| EUR IGN                             | Steel Panthers (toutes versions) : non évalué |
| AN GameSpot                         | - Steel Panthers : 8,4/10 - Steel Panthers Ⅱ : 8,5/10 - Steel Panthers Ⅲ : 7,1/10 - WINSPMBT : non évalué - Steel Panthers World at War : non évalué |
| EUR Eurogamer                       | Steel Panthers (toutes versions) : non évalué |
| FRJeuxvideo.com                     | - Steel Panthers Ⅱ : non évalué - Steel Panthers Ⅲ : non évalué                                                                                      |
| FRCanard PC                         | Steel Panthers (toutes versions) : Non évalué |
| FRGamekult                          | - Steel Panthers : 8/10 - Steel Panthers Ⅱ : 5/10 |
| Compilations de plusieurs critiques | |
| GameRankings                        | - Steel Panthers : 82 % - Steel Panthers Ⅱ : 85 % - Steel Panthers Ⅲ :75,5 % - Steel Panthers World at War : non évalué                              |
| Metacritic                          | - Steel Panthers Ⅱ : non évalué - Steel Panthers Ⅲ : non évalué                                                                                      |